# Mount Cory (Ohio)
Pour les articles homonymes, voir Mount Cory.
Mount Cory est un village américain situé dans le comté de Hancock, dans l'Ohio. Selon le recensement de 2010, sa population est de 204 habitants.